# Vostok Gas
Vostok Gas Ltd (tidigare Vostok Nafta) är ett investmentbolag under avveckling. Bolaget hade tidigare fokus på olje- och gassektorerna inom före detta Sovjetunionen. Företaget var noterat på Stockholmsbörsens Mid Cap-lista.

## Historia
Företaget grundades av Adolf Lundin 1996 som också var styrelseordförande från att företaget grundades fram till sin död 2006. Carl Bildt satt i styrelsen fram till 2006. Före 2007 var Vostok Gas största portföljinnehav Gazprom som utgjorde ungefär 91% av portföljen. 2007 bytte företaget namn till Vostok Gas och företagets innehav utanför Gazprom lades i ett separat bolag, som fick behålla det gamla namnet Vostok Nafta. 2009 delades aktierna i Gazprom ut till aktieägarna varvid den tomma återstoden av Vostok Gas avnoterades från börsen. 